# Catenicella gracilenta
Catenicella gracilenta är en mossdjursart som beskrevs av William MacGillivray 1885. Catenicella gracilenta ingår i släktet Catenicella och familjen Catenicellidae. Inga underarter finns listade i Catalogue of Life.